# Mona (film 1913)
Mona è un cortometraggio muto del 1913 diretto da Frank Montgomery.

## Trama
Wade, un cercatore d'oro, è un losco figuro che fomenta disordini tra gli indiani e porta la discordia. Divide anche un cacciatore dalla moglie. Alla fine, l'uomo troverà la sua punizione.

## Produzione
Il film fu prodotto dalla Nestor Film Company. Venne girato al Providencia Ranch, Hollywood Hills (Los Angeles).

## Distribuzione
Distribuito dall'Universal Film Manufacturing Company, il film - un cortometraggio di una bobina - uscì nelle sale cinematografiche USA il 6 agosto 1913.